# سكري ميال لتراكم الكيتون
السُكري المَيَّال لتراكُم الكيْتون (اختصارًا KPD) هو شكلٌ مٌتوسط من السكري، حيث يُظهر سماتٍ مشابهةً لسكري النوع الأول وأخرى من النوع الثاني. ولكن يُعد هذا النوع مميزًا عن السكري الكامن ذاتي المناعة لدى الكبار، وهو شكلٌ من النوع الأول يُسمى نوع 1.5.
يُشخص هذا الشكل بسهولةٍ؛ وذلك لأنه يُظهر سمةً واحدة، وهي الحماض الكيتوني، حيث تؤكد أنَّ الحالة هو السُكري المَيَّال لتراكُم الكيْتون. يأتي هذا الشكل على أربعة أشكالٍ اعتمادًا على وجود أو عدم وجود الأجسام المضادة الذاتية لخلية بي (آيه+ أو آيه-)، بالإضافة إلى الاحتياط الوظيفي لخلية بي (بي+ أو بي+).